# Göran Göransson Gyllenstierna
Freiherr Göran Göransson Gyllenstierna, auch der Ältere, (schwedisch Göran Göransson den äldre friherre Gyllenstierna af Lundholm; * 1601 in Årsta; † 30. März 1646 in Almare-Stäket) war ein schwedischer Admiral.

## Leben

### Herkunft und Familie
Göran war Angehöriger der schwedischen Freiherren Gyllenstierna af Lundholm. Seine Eltern waren der schwedische Reichsadmiral Göran Nilsson Gyllenstierna (1575–1618) und Ingeborg Claesdotter Bielkenstierna († 1628). Johan Nilsson Gyllenstierna (1569–1617), Gegen-Reichsadmiral im schwedisch-polnischen Thronstreit und Stifter der pommerellischen Linie Güldenstern, war sein Onkel.
Göran vermählte sich 1630 mit Anna Skytte (1610–1679), einer Tochter von Johan Skytte (1577–1645) und hatte mit ihr sieben Kinder, darunter die Söhne und späteren (1674) Grafen von Björksund und Helgö (Greve af Björksund och Helgö), Johan Göransson Gyllenstierna (1635–1680), schwedischer Staatsmann und Göran Göransson Gyllenstierna (1632–1686), schwedischer Reichsrat.

### Werdegang
Gyllenstierna studierte von 1617 bis 1620 in Tübingen. Von 1627 bis 1630 war er Rittmeister im Kavallerieregiment von Småland. Er avancierte 1633 zum Vizeadmiral und war 1635 Adjutant des Reichsadmirals Carl Carlsson Gyllenhielm (1574–1650). Seit dem Jahr 1640 schließlich, war er Admiral und Landshövding in Uppsala län.
Er starb auf seinem Landgut Almare-Stäket und wurde in der Riddarholmskirche in Stockholm beigesetzt, wo seine Witwe ein Epitaph aus schwarzem und weißem Marmor errichten ließ. Im Norden der Gemeinde Järfälla wurde eine Straße nach ihm benannt.